# Високопродуктивні соснові насадження
«Високопродуктивні соснові насадження» — заповідне урочище місцевого значення, розташована на території Володарського району Київської області. Займає площу 7,3 га.
Об’єкт знаходиться в межах Логвинської сільської ради Володарського району, на території Володарського лісництва ДП
«Білоцерківське лісове господарство», – квартал 12 виділи 17, 18, 22.
Оголошено рішенням виконкому Київської обласної ради народних депутатів № 574 від 19 серпня 1968 р., рішенням виконавчого комітету Київської обласної ради народних депутатів від 18 грудня 1984 р. № 441 «Про класифікацію і мережу територій та об’єктів природно-заповідного фонду області».
Пам’ятка є насадженням сосни, що відзначаються високою продуктивністю. Висота орієнтовно 28 м, середній діаметр 46 см.